# Premio Médicis Extranjero
El Premio Médicis es un galardón literario francés que se falla cada año en el mes de noviembre. Fundado en 1958 por Gala Barbisan y Jean Pierre Giraudoux, se concede a un autor cuya "fama aún no empareje a su talento". A partir de 1970, se creó el Premio Médicis étranger, concedido cada año por el jurado del Premio Médicis a una novela de autor extranjero publicada en francés el año del otorgamiento del premio.

## Premiados
| Año  |  | Autor                        | Obra                                                                     | Editor (repetición)         | País (repetición)   | Ref.  |
| ---- |  | ---------------------------- | ------------------------------------------------------------------------ | --------------------------- | ------------------- | ----- |
| 1970 |  | Luigi Malerba                | Saut de la mort                                                          | Grasset                     | Italia              |       |
| 1971 |  | James Dickey                 | Délivrance                                                               | Flammarion                  | Estados Unidos      |       |
| 1972 |  | Severo Sarduy                | Cobra                                                                    | Seuil                       | Cuba                |       |
| 1973 |  | Milan Kundera                | La vie est ailleurs                                                      | Gallimard                   | Checoslovaquia      |       |
| 1974 |  | Julio Cortázar               | Livre de Manuel                                                          | Gallimard (2)               | Argentina           |       |
| 1975 |  | Steven Millhauser            | La Vie trop brève d'Edwin Mulhouse                                       | Albin Michel                | Estados Unidos (2)  |       |
| 1976 |  | Doris Lessing                | Le Carnet d'or                                                           | Albin Michel (2)            | Reino Unido         |       |
| 1977 |  | Hector Bianciotti            | Le traité des saisons                                                    | Gallimard (3)               | Argentina (2)       |       |
| 1978 |  | Alexandre Zinoviev           | L'Avenir radieux                                                         | L'Âge d'Homme               | URSS                |       |
| 1979 |  | Alejo Carpentier             | La Harpe et l'Ombre                                                      | Gallimard (4)               | Cuba (2)            |       |
| 1980 |  | André Brink                  | Une saison blanche et sèche                                              | Stock                       | África del Sur      |       |
| 1981 |  | David Shahar                 | Le Jour de la comtesse                                                   | Gallimard (5)               | Israel              |       |
| 1982 |  | Umberto Eco                  | Le Nom de la rose                                                        | Grasset (2)                 | Italia (2)          |       |
| 1983 |  | Kenneth White                | La Route bleue                                                           | Grasset (3)                 | Escocia             |       |
| 1984 |  | Elsa Morante                 | Aracoeli                                                                 | Gallimard (6)               | Italia (3)          |       |
| 1985 |  | Joseph Heller                | Dieu sait                                                                | Grasset (4)                 | Estados Unidos (3)  |       |
| 1986 |  | John Hawkes                  | Aventures dans le commerce des peaux en Alaska                           | Seuil (2)                   | Estados Unidos (4)  |       |
| 1987 |  | Antonio Tabucchi             | Nocturne indien                                                          | Christian Bourgois          | Italia (4)          |       |
| 1988 |  | Thomas Bernhard              | Maîtres anciens                                                          | Gallimard (7)               | Austria             |       |
| 1989 |  | Álvaro Mutis                 | La Neige de l'amiral                                                     | Sylvie Messinger            | Colombia            |       |
| 1990 |  | Amitav Ghosh                 | Les Feux du Bengale                                                      | Seuil (3)                   | India               |       |
| 1991 |  | Pietro Citati                | Histoire qui fut heureuse, puis douloureuse et funeste                   | Gallimard (8)               | Italia (5)          |       |
| 1992 |  | Louis Begley                 | Une éducation polonaise                                                  | Grasset (5)                 | Estados Unidos (5)  |       |
| 1993 |  | Paul Auster                  | Léviathan                                                                | Actes Sud                   | Estados Unidos (6)  |       |
| 1994 |  | Robert Schneider             | Frère Sommeil                                                            | Calmann-Lévy                | Austria (2)         |       |
| 1995 |  | Alessandro Baricco           | Châteaux de la colère                                                    | Albin Michel (3)            | Italia (6)          |       |
| 1996 |  | (ex-æquo) Michael Krüger     | Himmelfarb                                                               | Seuil (4)                   | Alemania            |       |
| 1996 |  | (ex-æquo) Ludmila Oulitskaïa | Sonietchka                                                               | Gallimard (9)               | Rusia (2)           |       |
| 1997 |  | T. Coraghessan Boyle         | América                                                                  | Grasset (6)                 | Estados Unidos (7)  |       |
| 1998 |  | Jonathan Coe                 | La Maison du sommeil                                                     | Gallimard (10)              | Reino Unido (2)     |       |
| 1999 |  | Björn Larsson                | Le Capitaine et les Rêves                                                | Grasset (7)                 | Suecia              |       |
| 2000 |  | Michael Ondaatje             | Le Fantôme d'Anil                                                        | L'Olivier                   | Canadá              |       |
| 2001 |  | Antonio Skarmeta             | La Noce du poète                                                         | Grasset (8)                 | Chile               |       |
| 2002 |  | Philip Roth                  | La Tache                                                                 | Gallimard (11)              | Estados Unidos (8)  |       |
| 2003 |  | Enrique Vila-Matas           | Le Mal de Montano                                                        | Christian Bourgois (2)      | España              |       |
| 2004 |  | Aharon Appelfeld             | Histoire d'une vie                                                       | L'Olivier (2)               | Israel (2)          |       |
| 2005 |  | Orhan Pamuk                  | Neige                                                                    | Gallimard (12)              | Turquía             |       |
| 2006 |  | Norman Manea                 | Le Retour du hooligan : une vie                                          | Seuil (5)                   | Rumania             |       |
| 2007 |  | Daniel Mendelsohn            | Les Disparus (essai)                                                     | Flammarion (2)              | Estados Unidos (9)  |       |
| 2008 |  | Alain Claude Sulzer          | Un garçon parfait                                                        | Jacqueline Chambon          | Suiza               |       |
| 2009 |  | Dave Eggers                  | Le Grand Quoi                                                            | Gallimard (13)              | Estados Unidos (10) |       |
| 2010 |  | David Vann                   | Sukkwan Island                                                           | Gallmeister                 | Estados Unidos (11) |       |
| 2011 |  | David Grossman               | Une femme fuyant l'annonce                                               | Seuil (6)                   | Israel (3)          |       |
| 2012 |  | Avraham Yehoshua             | Rétrospective                                                            | Grasset (9)                 | Israel (4)          |       |
| 2013 |  | Toine Heijmans               | En mer                                                                   | Christian Bourgois (3)      | Países Bajos        | [ 1 ] |
| 2014 |  | Lily Brett                   | Lola Bensky                                                              | Editions de la Grande Ourse | Australia           | [ 2 ] |
| 2015 |  | Hakan Günday                 | Encore                                                                   | Galaade                     | Turquía (2)         | [ 3 ] |
| 2016 |  | Steve Sem-Sandberg           | Les Élus                                                                 | Éditions Robert Laffont     | Suecia (2)          |       |
| 2017 |  | Paolo Cognetti               | Les Huit Montagnes                                                       | Éditions Stock (2)          | Italia (7)          |       |
| 2018 |  | Rachel Kushner               | Le Mars Club                                                             | Éditions Stock (3)          | Estados Unidos (12) |       |
| 2019 |  | Auður Ava Ólafsdóttir        | Miss Islande                                                             | Éditions Zulma              | Islandia            |       |
| 2020 |  | Antonio Muñoz Molina         | Un promeneur solitaire dans la foule (Un andar solitario entre la gente) | Seuil                       | España (2)          | [ 4 ] |
| 2023 |  | Lídia Jorge                  | Misericordia                                                             | Métailié                    | Portugal            | [ 5 ] |
| 2023 |  | Han Kang                     | Impossibles adieux Imposible decir adiós                                 | Éditions Grasset            | Corea del Sur       | [ 5 ] |
| 2024 |  | Eduardo Halfon               | Tarentule                                                                | Éditions de la Table ronde  | Guatemala           | [ 6 ] |